# Мері Мейсон Лайон
Мері Мейсон Лайон (англ. Mary Mason Lyon; нар. 28 лютого 1797, м. Бакленд, округ Франклін, Массачусетс — пом. 5 березня 1849, м. Південний Гедлі, округ Гемпшир Массачусетс) — американська освітня діячка, учителька хімії, піонерка жіночої освіти в США. Засновниця жіночих коледжів Вітон та Маунт-Голіок у штаті Массачусетс. Внесена до Національного залу слави жінок США у 1993 році.

## Життєпис
Народилася 28 лютого 1797 року в місті Бакленд штат Массачусетс однією з семи дітей у сім'ї фермера. Дитинство Мері було важким, батько помер, коли їй було п'ять, тому на фермі доводилось працювати усій сім'ї. 
Коли Мері було 13 років, її мати вдруге одружилася та переїхала в інше місто. Мері ж залишилася з братом Аароном, який став власником батьківської ферми. 

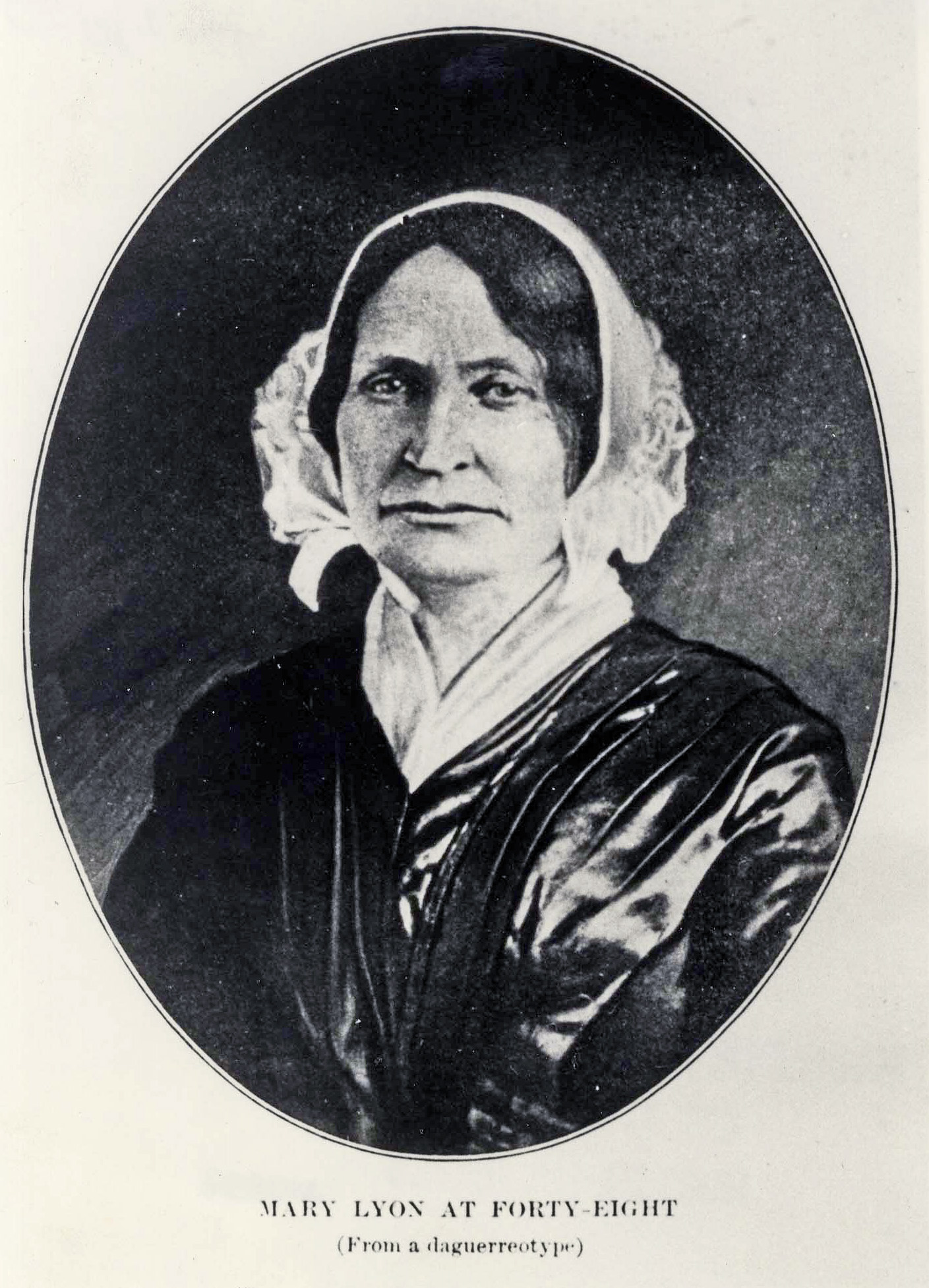
Мері Лайон. 1845 рік

Будинок у якому народилася Мері Лайон. Місто Бакленд, округ Франклін, штат Массачусетс

У 4 роки почала навчатися у місцевій початковій школі. Згодом навчалася в академії Ашфілд та Амгерст штату Массачусетс, та ще сім років у різних школах Бакленду та його околицях. 
У 1814 році, у 17 років, почала давати приватні уроки дітям, щоб заробляти на продовження власної освіти. Отримавши педагогічний досвід, стала викладати у середніх школах. Спочатку у академії Сандерсон в Ешфілді та семінарії Біфілд у східному Массачусетсі. Згодом шість років викладала у жіночій академії Адамса та жіночій семінарії Іпсвіча. 
Мері Лайон відвідувала лекції американського педагога Амоса Ітона, що сприяло її участі в русі за створення жіночих семінарій.
У 1834 році Лаван Вітон, депутат Палати представників США від штату Массачусетс, з невісткою Елізою Вітон запропонували Мері Лайон допомогу в створенні жіночої семінарії (нині Коледж Вітон) у місті Нортон, штат Массачусетс. Лайон самостійно створила навчальну програму, яка за якістю не відрізнялася від чоловічих шкіл, та запропонувала на посаду директорки семінарії Юніс Колдвелл. 22 квітня 1835 року Вітонська семінарія була відкрита. У семінарії викладало троє учительок та було 50 семінаристок. 
Згодом Мері Лайон та Юніс Колдуелл залишили семінарію Вітом, з вісьмома її семінаристками, щоб створити жіночу семінарію Маунт-Голіок. 
11 лютого 1836 року губернатор штату Массачусетс підписав статут жіночої гімназії Маунт-Голіок. У жовтні 1937 року було закінчено будівництво приміщення семінарії, розраховане на вісімдесят семінаристок та вчительський склад. 8 листопада 1837 року жіноча семінарія Маунт-Голіок була відкрита. Через рік до неї було подано 200 заяв на навчання, але тільки 90 були прийняті.

Мері Лайон присвятила наступні роки жіночій семінарії Маунт-Голіок, де була викладачкою хімії та директоркою до своєї смерти.

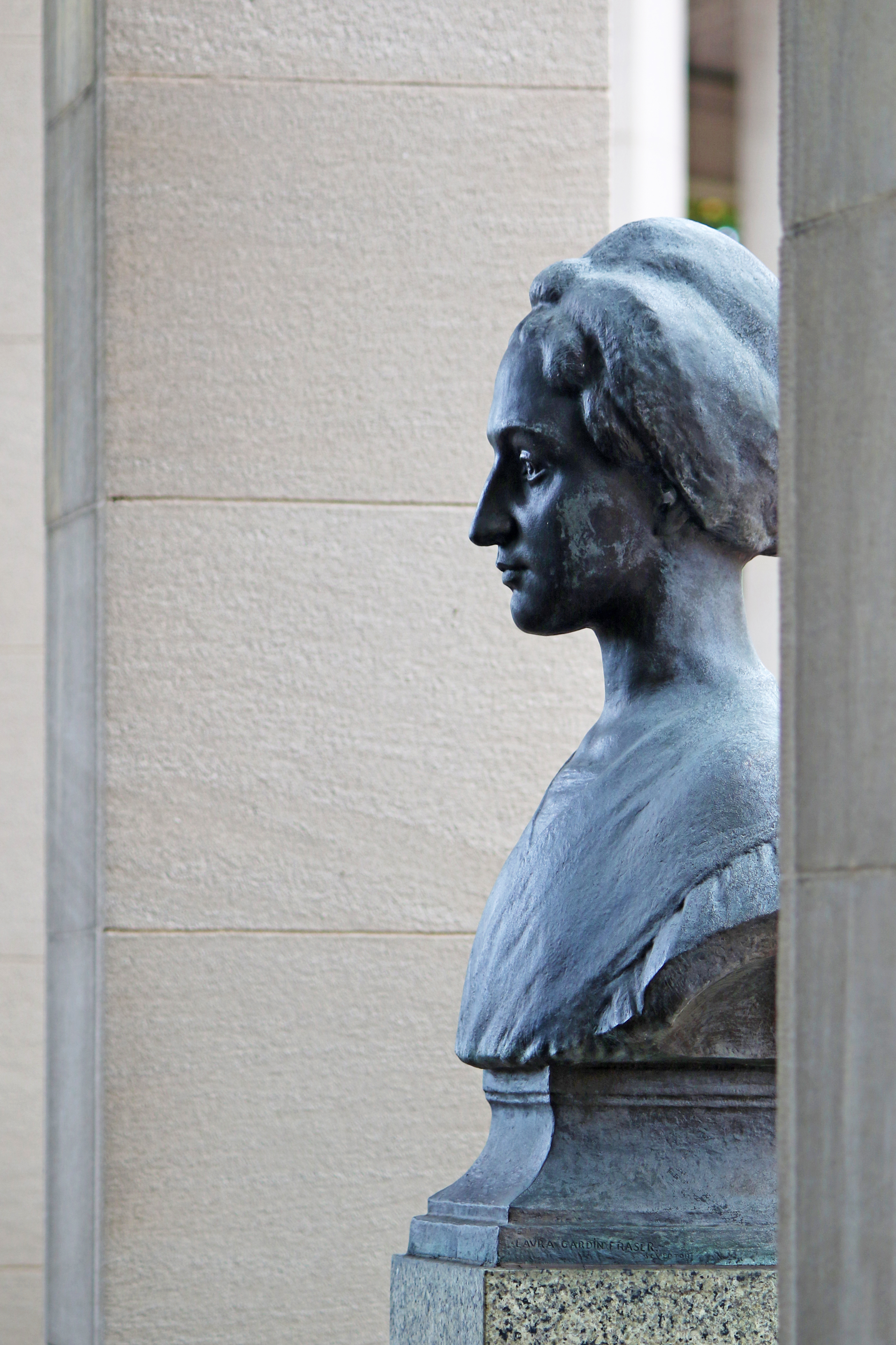
Погруддя Мері Лайон у Залі слави великих американців.

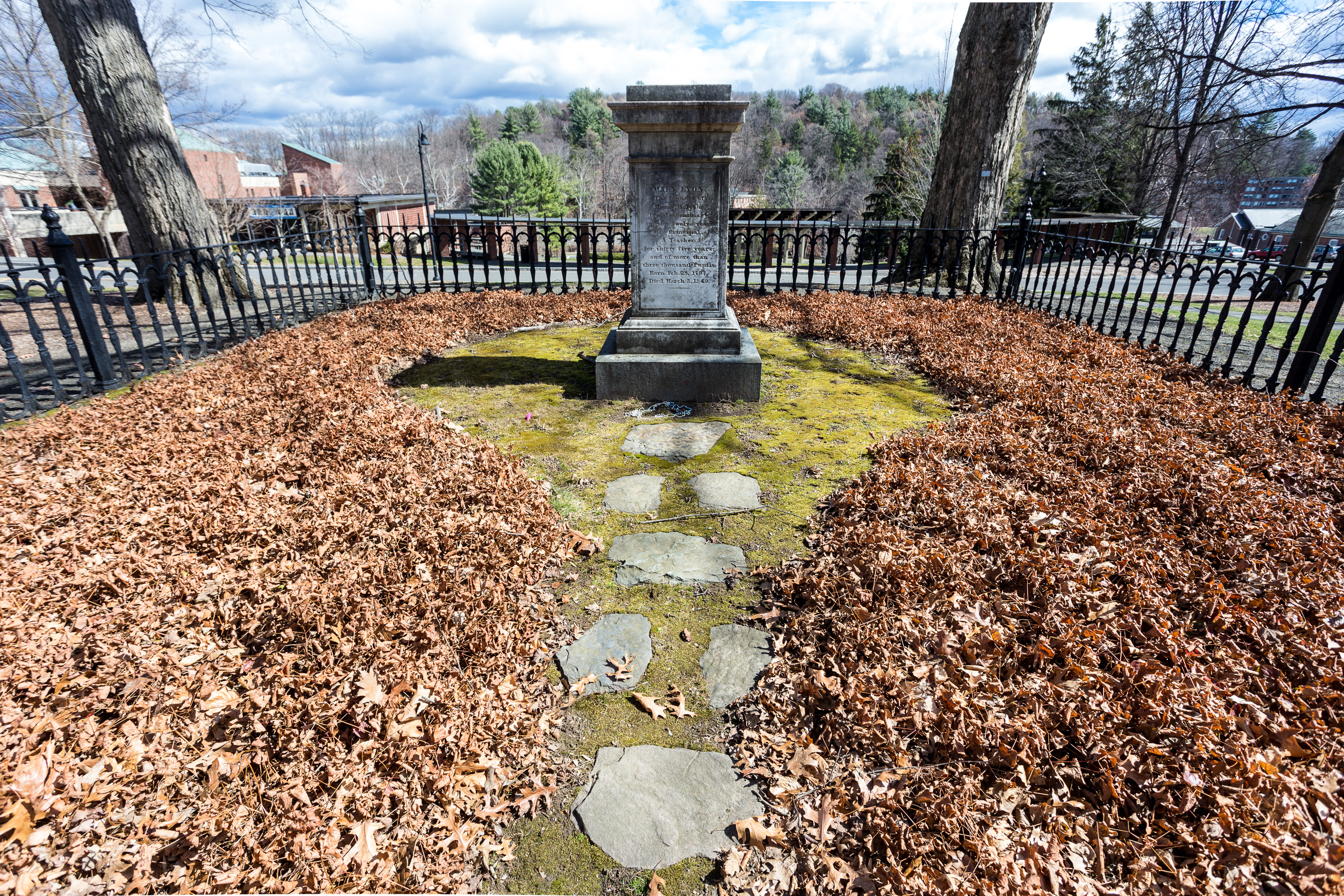
Могила Мері Лайон

Мері Лайон походила із сім'ї баптистів, тому була вихована в баптистському дусі. Згодом перейшла у конгрегаціоналізм, під впливом вчителя — преподобного Реверенда Емерсона. Вона відіграла важливу роль у відродженні пуританських ідей Джонатана Едвардса, американського проповідника-конгрегаціоналіста. 
Померла 5 березня 1849 року від бешихи у місті Південний Гадлі, штат Массачусетс. Похована у кампусі коледжу Маунт-Голіок.

## Вшанування пам'яті
У 1905 році включена до Зали слави великих американців; відкрита галерея скульптур у Бронксі, де їй встановлено бюст роботи Лаури Фрейзер.
У 1993 році включена в Національний зал слави жінок США.
Ім'ям Мері Лайон названо багато споруд у місцях, де вона навіть ніколи не працювала. Так, її ім'ям названо один з корпусів школи для дівчат у місті Сок-Сентр Міннесота. Її ім'я носить державна школа міста Такоми у штаті Вашингтон. Також ім'ям Мері Лайон названо будівлі у Майамському університеті в Огайо, Плімутському державному університеті в Нью-Гемпширі та Свортморському коледжі у Пенсільванії. 
У 1987 році Поштова Служба Сполучених Штатів випустила поштову марку та конверт у серії «Великі американці», присвячені Мері Лайон.

## Світлини

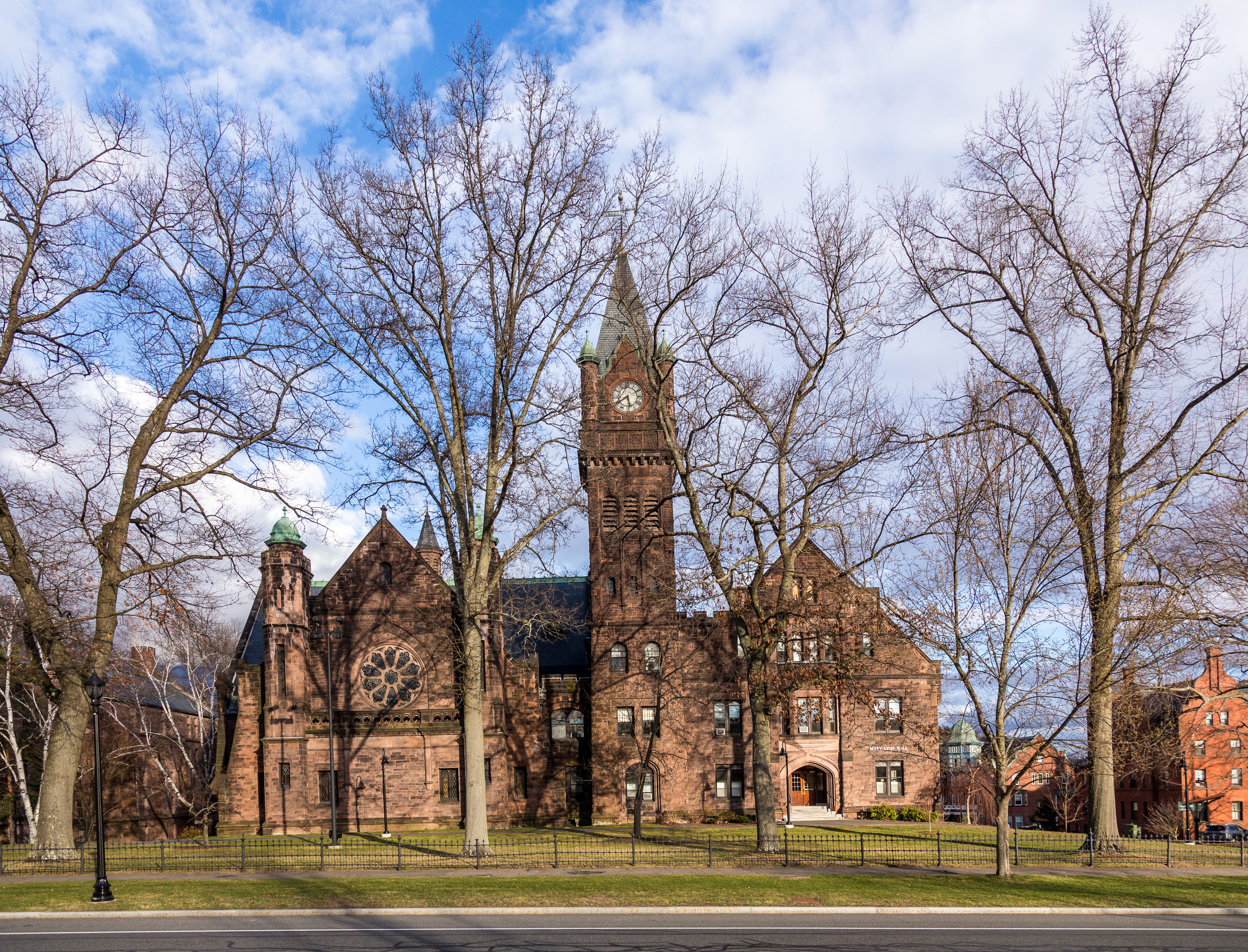
Мері Лайон Галл у коледжі Маунт-Голіок
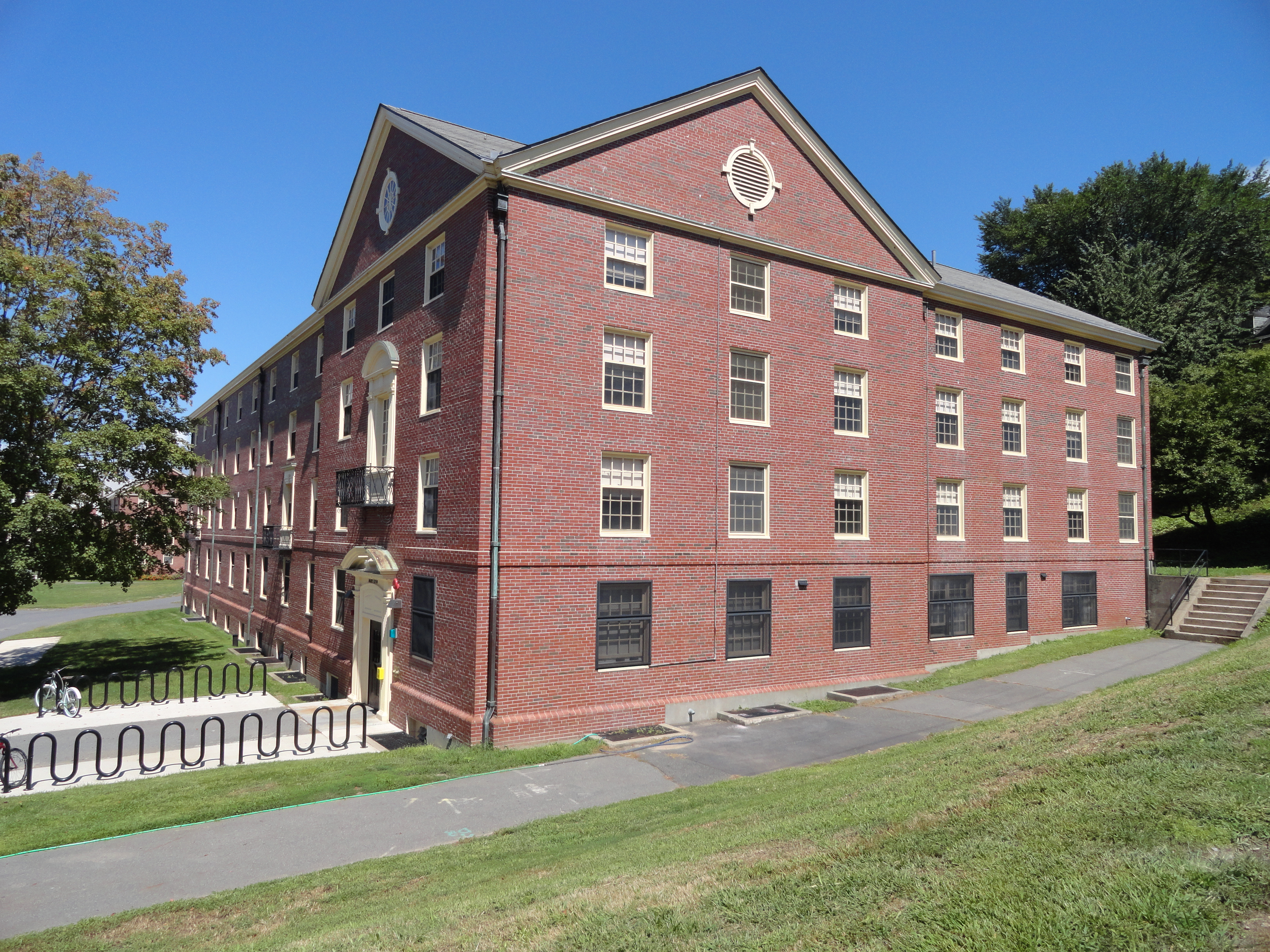
Мері Лайон Галл у Массачусетському університеті Амгерст
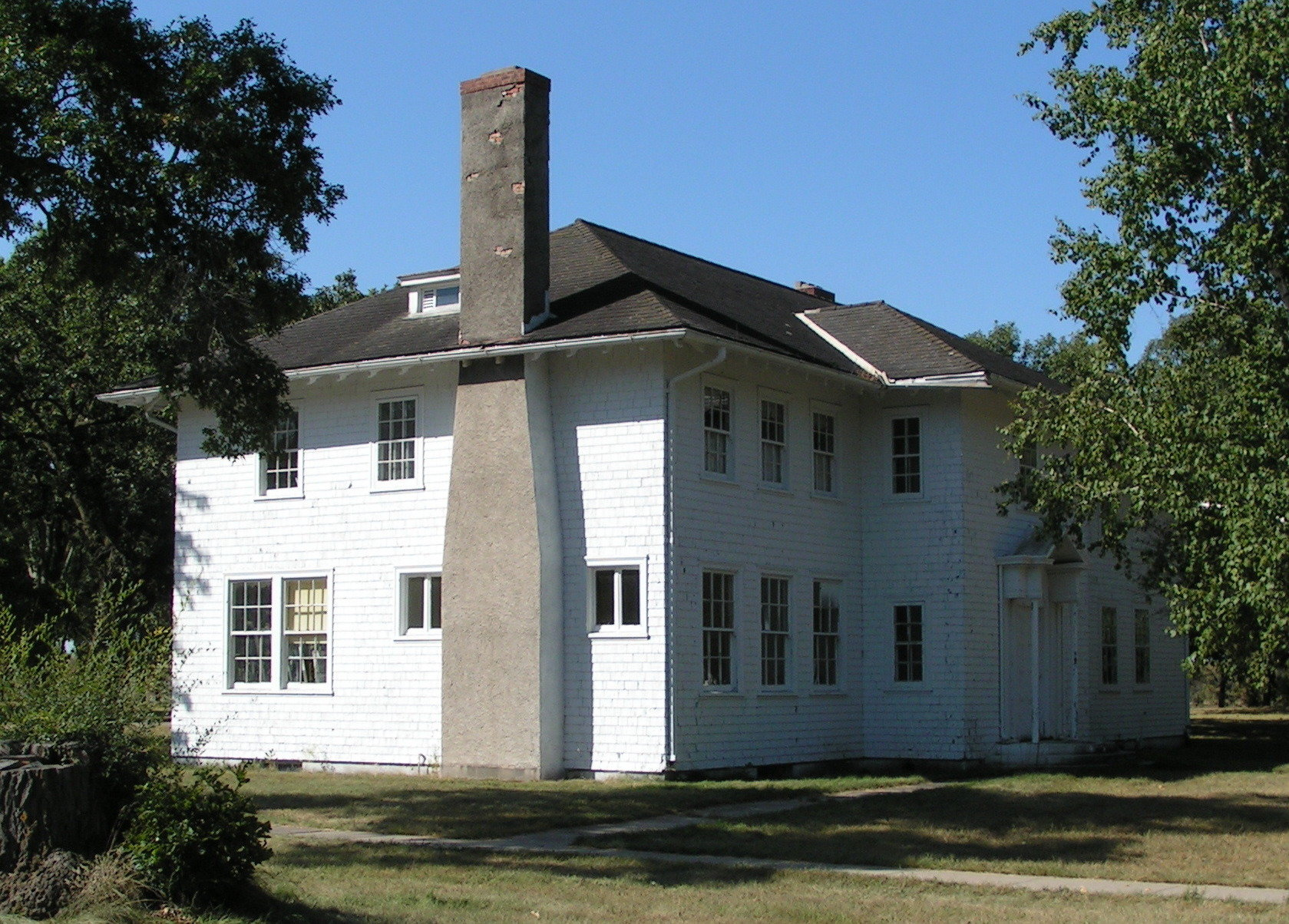
Будинок Мері Лайон у школі для дівчат міста Сок-Сентр Міннесота